# Вугор європейський
Вугор річковий, вугор європейський (лат. Anguilla anguilla) — прохідна риба родини Anguillidae.

## Розповсюдження
Поширений у північній Атлантиці від Скандинавії до Марокко, в річках басейнів Середземного і Балтійського морів, вздовж берегів Європи від Чорного до Білого морів. В Україні зустрічається у басейнах Дніпра, Шацьких озер та Дністра. Як вселенець відзначений у деяких водоймах Південної та Центральної Америки та Азії.
Нерестує в західній Атлантиці, в Саргасовому морі.

## Будова
Тіло видовжене змієподібне, довжиною до 2 м, частіше 50—150 см. Вага до 4 кг, іноді до 6 кг. Самиці за розмірами більше самців. Луска дрібна, малопомітна, шкіра вкрита слизом. Розрізняють дві форми вугрів — гостроголових та широкоголових. Голова невелика, трохи сплющена. Нижня щелепа довша за верхню, зуби дрібні. Очі невеликі, зяброві щілини вузькі. Спинний, хвостовий та анальний плавці зливаються у один плавець, який оточує задню частину тіла. Забарвлення може відрізнятись в залежності від віку та умов життя. Спина бура або темно-зелена, боки жовтуваті, черево жовтувате або біле. Особини які виходять у море для розмноження, стають чорними.

## Спосіб життя
Зустрічається здебільшого у річках, віддає перевагу водоймам з густою рослинністю. У молодих особин яскраво виражений негативний реотаксис, потрапивши з моря до річки риби завжди йдуть проти течії. Оскільки вугор може дихати поверхнею шкіри, спостерігали випадки, коли риби переповзали на досить значні відстані вологою травою з однієї водойми до іншої. Дорослі особини мало рухаються у водоймі, довго живуть на одному і тому ж місці. Вугор активний тільки вночі, вдень ховається в природних укриттях або занурюється в мул на досить значну глибину (до 80 см). Молоді особини живляться личинками комах, дрібними ракоподібними та молюсками. Дорослі особини надають перевагу дрібній рибі. Живиться тільки в теплу пору року, взимку впадає в сплячку, занурившись у мул.

## Розмноження

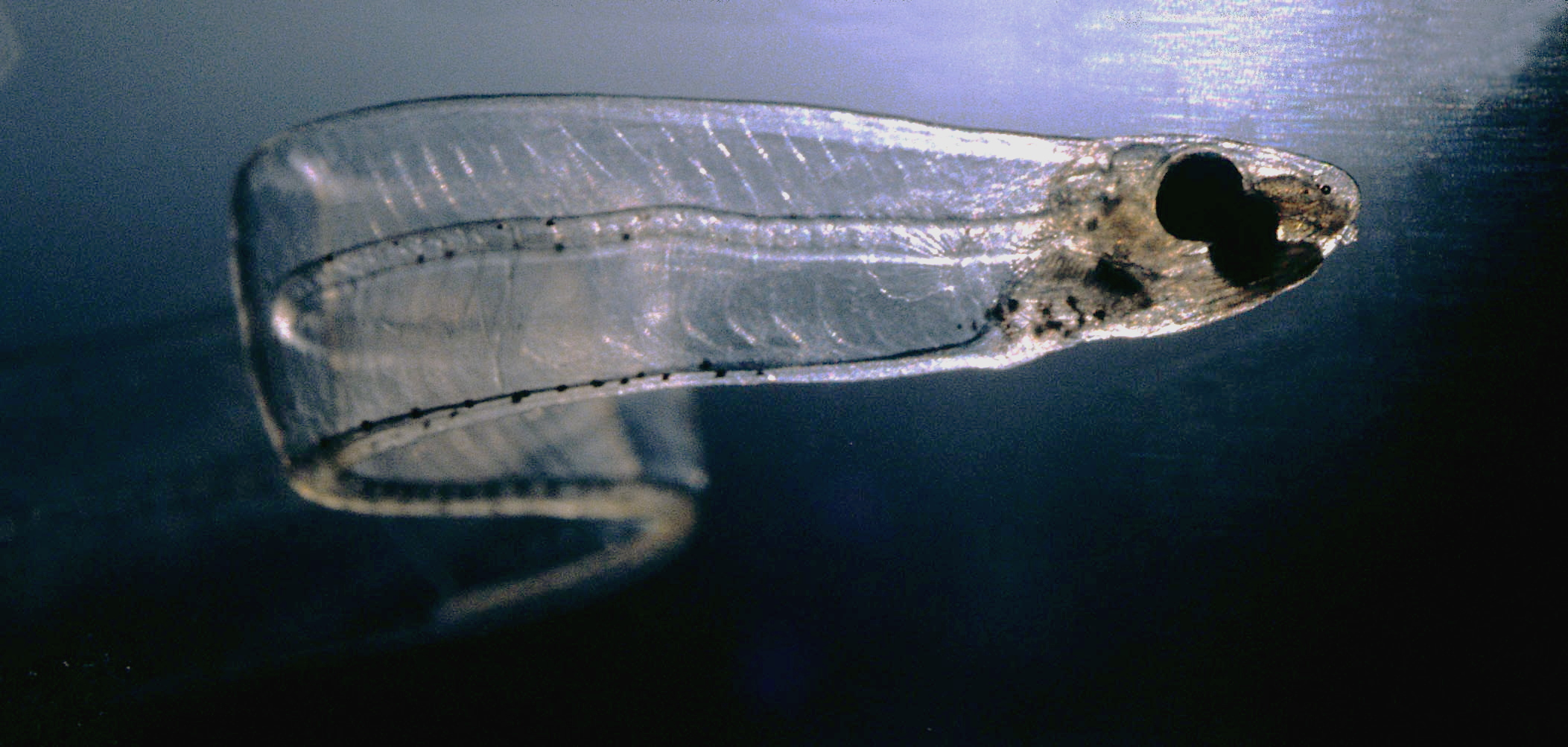
Личинка вугра — лептоцефал

Статевої зрілості самці досягають у віці 5 — 6 років, самиці у віці 6 — 7 років. Для нересту риби виходять у море та здійснюють міграцію довжиною у кілька тисяч кілометрів. Риби рухаються на великих глибинах, при цьому змінюється їх зовнішній вигляд — збільшуються очі, забарвлення стає чорним, демінералізується скелет. Відкладання ікри відбувається у Саргасовому морі на глибині до 1000 м, після нересту дорослі особини гинуть. Личинки, що з'являються з ікри (лептоцефали), підхоплюються теплою течією — Гольфстримом та за 2 — 3 роки досягають берегів Європи, де після складного метаморфозу, внаслідок якого розміри тварини зменшуються, лептоцефали перетворюються на так званих прозорих вугрів. Після цього молоді вугри заходять у річки. При цьому вверх річками підіймаються переважно самиці. Самці надають перевагу солонуватій воді, внаслідок чого більша їх частина залишається у гирлах річок.
Вугор річковий живе до 88 років. У шведському селі Брантевік в колодязі у 2014 році помер вугор (брантевіцький вугор), який, ймовірно, жив там 155 років.

## Значення
Вугор був дуже цінною промисловою рибою, оскільки має дуже смачне та жирне м'ясо (до 27% жиру). 

## Стан популяції
В наш час європейський вугор є видом, що знаходиться під загрозою зникнення. З 1970-х років, як вважають, кількість вугрів, що досягли Європи, зменшилася приблизно на 90% (можливо, навіть на 98%). Цьому сприяли такі фактори як перелов риби, паразити, зокрема Anguillicoloides crassus, бар'єри для міграції (греблі гідроелектростанцій), природні зміни в кліматі Північної Атлантики. Вид зазначений у Додатку II Конвенції CITES.